# Ryszard Żelichowski
Ryszard Żelichowski (26 de dezembro de 1946) - Historiador polonês, professor catedrático de ciências sociais, cientista político e varsavianista. Especialista nos países do Benelux.

## Curriculum vitae
Um graduado de história na Universidade de Varsóvia (1972). Em 1979 ele recebeu seu doutorado lá. Em 2004, ele obteve uma habilitação na Universidade de Łódź com base no trabalho de Lindley. História de uma família de engenharia. Até 2009, ele estava profissionalmente ligado à Universidade de Varsóvia (Departamento de Estudos Holandeses do Instituto de Estudos Alemães). A partir de 1989 ele trabalha no Instituto de Estudos Políticos da Academia Polonesa de Ciências, nos anos de 2005-2012, ele é o vice-diretor de assuntos científicos. A partir de 2010 no Departamento de Estudos Europeus do Instituto de Estudos Políticos da Academia Polonesa de Ciências.
Fundador e presidente de longa data da Associação de Amizade Polaco-Holandesa (TPPN) em Varsóvia, presidente do conselho de administração da Dutch House Foundation (instituto social de cultura holandesa na Polónia), fundador e presidente do conselho da Societas Lindleiana Society, escritório editorial "Estudos políticos".
Ele fala fluentemente inglês, holandês, alemão intermediário e russo.

## Publicações
- Flandres, série "Europa na microescala", ISP PAN, Varsóvia, 2018.
- Baarle Nassau-Hertog, série "Europa w mikro", ISP PAN, Varsóvia, 2015.
- Relações polaco-holandesas na Europa pós-Yalta, ISP PAS, Varsóvia, 2014.
- Relações Polaco-Holandesas na Europa Powersal, ISP PAS, Varsóvia, 2013.
- Gibraltar, série "Europa w mikro", TRIO, Varsóvia, 2012.
- Lindley's: História de uma família de engenharia, RYTM Publishing House, Varsóvia, 2002.